# ميشيل روبرتس
ميشيل روبرتس (بالإنجليزية: Michèle Roberts)‏‏ (20 مايو 1949 - ) كاتِبة، وصحفية، وشاعرة، وروائية من المملكة المتحدة.

## الجوائز
- زميل في الجمعية الملكية للأدب